# Leptophyes sicula
Leptophyes sicula is een rechtvleugelig insect uit de familie sabelsprinkhanen (Tettigoniidae). De wetenschappelijke naam van deze soort is voor het eerst geldig gepubliceerd in 2010 door Kleukers, Odé & Fontana.